# Wilhelm Buddenberg (Maler)
Wilhelm Hermann Friedrich Buddenberg (* 16. Juli 1890 in Trier; † 2. Februar 1967 in Neuss) war ein deutscher Maler, der besonders als Tier- und Jagdmaler bekannt geworden ist.

## Leben und Wirken
Wilhelm Buddenberg besuchte die Volksschule und anschließend das Kaiser-Wilhelm-Gymnasium, an dem er 1911 das Abitur ablegte. Anschließend studierte er vier Semester Architektur an der Technischen Hochschule Berlin. Da ihn aber die Malerei mehr interessierte, wechselte er an die Kunstakademie Berlin-Charlottenburg und studierte bei Friedrich Kallmorgen und Paul Vorgang. Im ersten Studienjahr erhielt er einen Akademiepreis mit einer Studienreise, die er nach Norwegen durchführte, um dort insbesondere Elche zu beobachten. Das Studium beendete er nach sechs Semestern mit Auszeichnung.
Ab 1914 diente er beim Militär zunächst beim 7. Rheinischen Infanterie-Regiment Nr. 69 in Trier. Als Feldwebel ging er in den Ersten Weltkrieg und wurde zum Offizier befördert. Er erhielt das Eiserne Kreuz II. und I. Klasse und das Verwundetenabzeichen. Nach dem Ersten Weltkrieg unternahm er Studienreisen in mehrere Länder Europas und in Deutschland. Er heiratete und lebte mit seiner Ehefrau in Trier. Von dort aus ging er insbesondere in der Eifel und im Hunsrück auf die Jagd und hielt seine Erlebnisse in Bildern fest. Seit der Gründung 1930 war er Mitglied im „Verein Bildende Künstler und Kunstfreunde im Bezirk Trier“.
Nach dem Zweiten Weltkrieg ließ er sich in Neuss nieder. In der Rheinebene betrieb er Landschaftsstudien, beobachtete Tiere und malte vor allem Hasen, Fasanen und Enten. Im Jahr 1954 nahm er an der Jagdausstellung in Düsseldorf teil, seiner letzten Ausstellungsbeteiligung.

## Werk
Wilhelm Buddenberg fertigte Buchillustrationen für mehrere Bücher von Ferdinand von Raesfeld an, die in mehreren Auflagen im Verlag Parey erschienen, unter anderem für
- Ferdinand von Raesfeld, Walter Frevert (Hrsg.): Das deutsche Waidwerk. Lehr- und Handbuch der Jagd. Mit Abbildungen und Tafeln nach Zeichnungen und Gemälden von Karl Wagner und Wilhelm Buddenberg.
- Ferdinand von Raesfeld: Das Rehwild. Naturgeschichte, Hege und Jagd. Mit Abbildungen und Zeichnungen von Wilhelm Buddenberg und Reinhold Feussner.
- Ferdinand von Raesfeld, Friedrich Vorreyer: Das Rotwild. Naturgeschichte, Hege und Jagd. Mit Abbildungen und Tafeln nach Gemälden und Zeichnungen von Wilhelm Buddenberg, Detlef Hartmann und Gerhard Löbenberg.
- Ferdinand von Raesfeld: Die Hege in der freien Wildbahn. Ein Lehr- und Handbuch für Jäger und Jagdbesitzer. Mit Abbildungen nach Zeichnungen von Wilhelm Buddenberg und Karl Wagner und Tafeln nach Aquarellen von Wilhelm Buddenberg.

Er arbeitete auch für die Zeitschriften Wild und Hund und Deutsche Jägerzeitung.
Mehrere seiner Bilder befinden sich im Rijksmuseum Twenthe in Enschede, Niederlande, im Deutschen Jagd- und Fischereimuseum in München und im Weinmuseum Trier.